# Craibia grandiflora
Craibia grandiflora är en ärtväxtart som först beskrevs av Marc Micheli, och fick sitt nu gällande namn av Baker f.. Craibia grandiflora ingår i släktet Craibia, och familjen ärtväxter. IUCN kategoriserar arten globalt som livskraftig. Inga underarter finns listade i Catalogue of Life.